# Бйорн III Старий
Бйорн III Старий (Björn Eriksson; ? — 950) — легендарний конунг Свеаланда у 910—950 роках. Згадується в численних данських та шведських сагах.

## Життєпис
Походив з династії Мунсйо. Був другим сином конунга Еріка IV. Стосовно початку правління відомо замало. За однією з гіпотез почав правити 882 року. Втім відомо, що конунгом тоді став старший брат Бйорна — Рінг. Можливо, Бйорн був формальним співволодарем брата, відповідно до давньої свейської традиції. З огляду на це народився за рік або два до смерті батька (880—881 роки).
Став фактичним конунгом у 910 році, після смерті брата Ринга. Відповідно до «Саги про Олафа Святого», «Саги про Гервер» та «Саги про Гаральда Прекрасноволого», панував доволі довго. За цей час значно зміцнив авторитет королівської влади в Упланді та усій Свеаріке. Ймовірно продовжував здійснювати грабіжницькі походи проти слов'ян Помор'я та балтійських племен.
Наприкінці правління зробив співволодарем свого небожа Еріка Рінгссона, продовжуючи свейську традицію. Напевне цим зміцнювалося правління династії в Свеаланді. До того ж сам Бйорн III на той час був доволі старим. «Сага про Гервер» свідчить, що Бйорн Ерікссон правив 50 років, але цьому підтверджень немає. Ймовірно рахується час правління зі старшим братом.
Помер Бйорн III близько 950 року (за іншою версією 932 року). Владу успадкували його небожі — Ерік Рінгссон та Емунд Рінгссон.
Втім існує гіпотеза, за якою був сином Еріка Рінгссона. З огляду на це роки життя повинні припадати на 940—950-ті. Тоді правив після свого батька Еріка V Рінгссона, який у цьому випадку не був небожем Бйорна III. Його співправителем був двоюрідний брат Емунд Рінгссон.
Після Бйорна Ерікссона владу перебрав брат Емунд Ерікссон, що збігається з відомостями про молодість синів Бйорна — Еріка й Улофа, та відомостями про смерть Бйорна III близько 950 року.

## Родина
- Улоф (бл.950-975), король у 970—975 роках
- Ерік (бл.945-995), король у 970—995 роках